# Gruppo di NGC 672
Il Gruppo di NGC 672 comprende tre galassie situate nella costellazione del Triangolo e dei Pesci.
La distanza media tra il centro di massa di questo gruppo e la nostra Via Lattea è di circa 20 milioni di anni luce (6,1 Mpc).

## Membri
Le tre galassie componenti il gruppo sono indicate sul sito "Un Atlas de l'Univers", sviluppato da Richard Powell, ed elencate di seguito:
| Nome    | Costellazione | Classificazione | Tipo                        | RA (J2000.0)  | DEC (J2000.0) | Velocità radiale (km/s) | Magnitudine apparente | Distanza (Mpc) | Dimensioni (kal) |
| ------- | ------------- | --------------- | --------------------------- | ------------- | ------------- | ----------------------- | --------------------- | -------------- | ---------------- |
| NGC 672 | Pesci         | SB(s)cd         | spirale barrata             | 01h 47m 54.5s | 27° 25′ 58″   | 429 ± 1                 | 10,9                  | 7,318 ± 1,243  | 53               |
| NGC 784 | Triangolo     | SBdm:           | spirale barrata magellanica | 02h 01m 16.9s | 28° 50′ 14″   | 198 ± 1                 | 11,7                  | 4,159 ± 1,083  | 27               |
| IC 1727 | Triangolo     | SB(s)m          | spirale barrata magellanica | 01h 47m 29.9s | 27° 20′ 00″   | 345 ± 1                 | 11,4                  | 6,862 ± 0,428  |                  |

Il sito DeepskyLog permette di trovare agevolmente le costellazioni in cui si trovano le galassie; in alternativa si possono utilizzare le coordinate delle galassie per individuarle. Se non altrimenti indicato, le coordinate sono quelle fornite dal sito NASA/IPAC (National Aeronautics and Space Administration / Infrared Processing and Analysis Center).